# Hyphessobrycon amandae
Hyphessobrycon amandae, conosciuto comunemente come Hyphessobrycon nano, è un pesce d'acqua dolce appartenente alla famiglia Characidae.

## Distribuzione e habitat
Questa specie è diffusa Brasile, nel bacino idrografico del Rio Araguaia.

## Descrizione
Raggiunge una lunghezza massima di 2 cm. In condizioni ottimali ha una colorazione arancione, che può tendere al trasparente in caso di stress, cattiva alimentazione o cattive condizioni dell'acqua.
La distinzione del sesso si basa principalmente su colore, forma e dimensione. La femmina tende ad avere un colore più spento rispetto al maschio, ed un corpo più stondato.

## Riproduzione
Si riproduce rilasciando le uova in acqua e non prestando alcuna cura ad esse.

## Alimentazione
Si nutre di zooplancton e piccoli invertebrati come i parameci. In acquario si nutre tranquillamente di cibo granulato secco se di dimensioni abbastanza ridotte.

## Acquariofilia
In acquariofilia, è una specie difficile da reperire.
Non viene inserito in acquari di comunità a causa delle sue piccole dimensioni che lo rendono una facile preda per i pesci più grandi.
Nonostante sia possibile riprodurlo in cattività, molti esemplari disponibili in commercio sono di cattura.
Deve essere allevato in gruppi di almeno una decina di individui.